# 高峯一愚
高峯 一愚（たかみね いちぐ、1906年4月16日 - 2005年1月18日）は、日本の哲学者で西洋哲学研究・翻訳者。東京都立大学名誉教授。

## 経歴
1906年、富山県氷見市生まれ。1930年、東京帝国大学文学部哲学科を卒業。台北高等学校教授となった。
太平洋戦争後は日本に戻り、旧・東京都立大学教授となった。1970年に東京都立大学を定年退官し、名誉教授となった。その後は帝京大学教授。2005年1月18日に多臓器不全のため品川区の病院で死去した。

## 研究内容・業績
- 日本カント協会の委員長を務め、『純粋理性批判』などの翻訳を行った。

## 著作

### 著書
- 『カント講義』論創社
- 『断思断想 カント研究余滴』論創社
- 『カント純粋理性批判入門』論創社
- 『カント実践理性批判解説』論創社
- 『カント判断力批判注釈』論創社
- 『哲学』学術図書出版社（監修）
- 『哲学十二講』三和書房
- 『近代哲学の構造』三和書房
- 『近代における人間の自覚』理想社
- 『法・道徳・倫理　ヘーゲルの法哲学について』理想社
- 『自由の歴史』塙書房

### 翻訳
- カント『純粋理性批判』河出書房新社
- 『カント全集第10巻　自然の形而上学』理想社
- ヘーゲル『法の哲学』論創社